# 中国国际消费品博览会
中国国际消费品博览会，簡稱消博會，是中華人民共和國主辦的一個與消费品有關的国家级展會。參展者可以進行商品展示和交易。外國商品在消博會展出時可以享受免税優惠，参展观众购买展品時也能享受免税优惠。消博会与广交会、进博会、服贸会并称中国国家级四大展会。

## 歷史
2020年6月1日，中共中央、国务院在《海南自由贸易港建设总体方案》中提出要举办中国国际消费品博览会。2021年5月6日，首届中国国际消费品博览会开幕。首屆中国国际消费品博览会于2021年5月7日至10日在海南省海口市海南国际会展中心举办。第一屆消博會由中华人民共和国商务部和海南省人民政府共同主办。来自约70个国家和地区近1500家企业的2628个品牌参展。
2022年中国国际消费品博览会原本預計於2022年4月12日至4月16日在海口举行。後來又推遲至7月26日至30日在海口舉行。
2023年4月10日至15日，第三届消博会在海南举行。
2024年4月13日至18日，第四届消博会在海南举办，而且首次全島舉辦，並且首次舉辦国际健康消费展。而且从當年起，消博会将正式確定于每年的4月13日至18日在海南举办。2025年4月13日，第五屆中国国际消费品博览会在海南开幕。

## 外部連結
- 官方网站